# Punch and Judy (opera)
Punch and Judy, Comical tragedy or tragical comedy (Punch och Judy, komisk tragedi eller tragisk komedi) är en opera i en akt med musik av Harrison Birtwistle och text av Stephen Pruslin efter kasperteaterfigurerna med samma namn.

## Historia
Operans premiär den 8 juni 1968 på Aldeburghs operafestival orsakade något av en skandal då festivalens grundare och förgrundsgestalter Benjamin Britten och Peter Pears lämnade föreställningen innan den var slut. De lämnade sin loge och satte sig i ett angränsande rum men en vän till dem sa att han "inte var säker på om de hade för avsikt att gå eller om de ville se om det hördes bättre där!".
Musikkritikern Desmond Shawe-Taylor skrev i The Sunday Times: "Herregud vad jag hade velat fly efter halva operan". 
Många i publiken var förfärade över allt skrikande, skrammel och våldsamheter. En kritiker beskrev föreställningen som "omotiverat anstötlig". Andra menade att Birtwistle kompromisslöst hade skapat ett modernt angrepp på den traditionella engelska kulturen. Birtwistle själv menade att operan var ett centralt verk för honom och tjänade som en källa för kommande stycken. Musiken kräver att sångarna sjunger långt utanför sina normala ramar. Traditionella musikformer som duetter, vaggvisor och danser tjänar som lyriska vilopunkter mitt i allt kaos. Punch and Judy är modern operas fruktansvärda porträtt av den freudianska kärnan i all sin grymhet och lusta.

## Personer
- Punch (hög baryton)
- Judy, Punchs hustru (mezzosopran)
- Punch och Judys baby (stum roll)
- Pretty Polly (hög sopran)
- Choregos, Punchs vän (låg baryton)
- Advokaten (tenor)
- Doktorn (bas)
- Sierskan (sjungs av samma sångerska som Judy)
- Häxan (sjungs av samma sångerska som Pretty Polly)
- Jack Ketch (sjungs av samma sångare som Choregos)
- Fem mimdansare

## Handling
Verket är indelat i nio delar utöver en prolog och en epilog. Speltid ca 1 timme och 45 minuter. 
Punch vaggar babyn. Därefter kastar han in barnet i elden. Judy kommer in och finner barnet dött. Hon konfronterar Punch men han mördar henne. Han är nu fri att söka efter Pretty Polly, och ger sig av på sin häst. Han far österut och uppvaktar henne med en gavott och erbjuder henne blommor. Men hon vägrar ta emot dem med orden att de är fläckade av barnets blod. Doktorn och advokaten utmanar Punch med tre gåtor. Punch mördar doktorn med en kanyl och advokaten med en gåspenna. Åter igen ger han sig av efter Pretty Polly, denna gång på en gunghäst. Han erbjuder henne en ädelsten men hon nekar än en gång. Punch ger sig på sin vän Choregos och dödar honom genom att krossa en trumpet, cymbal och trumma över hans huvud. Sedan låser han in honom i basfiolsfodralet. Punch plågas av mardrömmar av vad han gjort men lyckas fly på sin gunghäst. Choregos dyker upp i skepnad av en bödel och frågar ut Punch. Han döms till döden men lyckas lura bödeln att trä snaran över sin egen hals och hänga sig själv. Pretty Polly dyker upp och de båda sjunger en kärleksduett runt galgen som förvandlas till en majstång.